# Радоча
Радоча (пол. Radocza) — село в Польщі, у гміні Томиці Вадовицького повіту Малопольського воєводства.
Населення — 1764 особи (2011).

## Історія
У 1975-1998 роках село належало до Бельського воєводства, підпорядковувалося районній адміністрації у Вадовицях.

## Демографія
Демографічна структура станом на 31 березня 2011 року:
|          | Загалом | Допрацездатний вік | Працездатний вік | Постпрацездатний вік |
| -------- | ------- | ------------------ | ---------------- | -------------------- |
| Чоловіки | 859     | 217                | 579              | 63                   |
| Жінки    | 905     | 204                | 542              | 159                  |
| Разом    | 1764    | 421                | 1121             | 222                  |